# Nutricola tantilla
Nutricola tantilla är en musselart som först beskrevs av Gould 1853.  Nutricola tantilla ingår i släktet Nutricola och familjen venusmusslor. Inga underarter finns listade i Catalogue of Life.